# فلوریان کوهلز
فلوریان کوهلز (انگلیسی: Florian Kohls؛ زادهٔ ۳ آوریل ۱۹۹۵) بازیکن فوتبال اهل آلمان است.
از باشگاه‌هایی که در آن بازی کرده‌است می‌توان به باشگاه فوتبال هرتابرلین و باشگاه فوتبال وورتسبورگ کیکرز اشاره کرد.